# Nassunia conficita
Nassunia conficita är en insektsart som beskrevs av Walker. Nassunia conficita ingår i släktet Nassunia och familjen hornstritar. Inga underarter finns listade i Catalogue of Life.